# Walter Koch (Politiker)

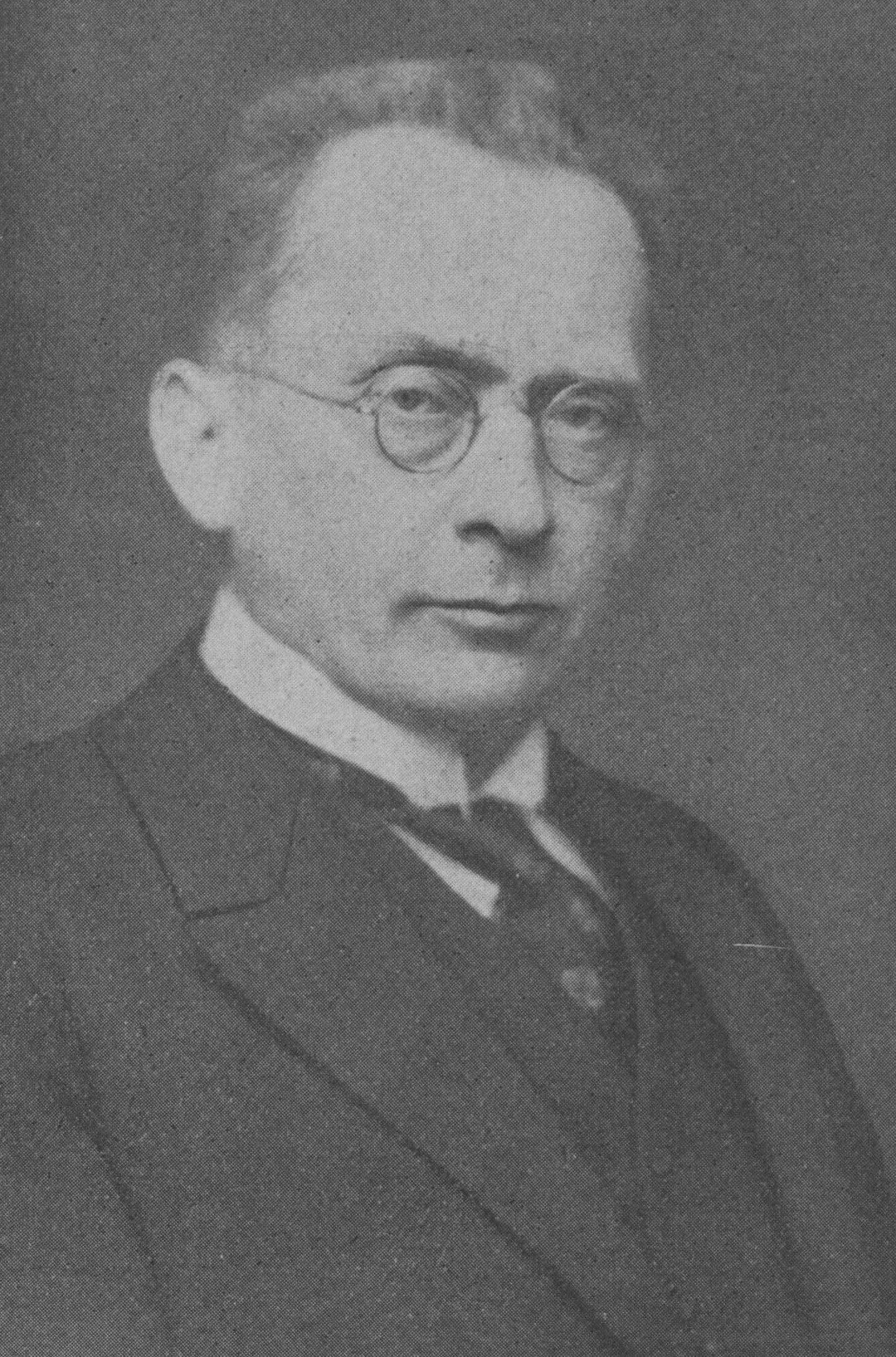
Walter Koch, um 1924

Walter Franz Koch (* 18. Mai 1870 in Chemnitz; † 26. Dezember 1947 in Dresden) war ein deutscher Diplomat und Politiker (DVP). 

## Leben
Walter Koch war ein Sohn des Chemnitzer Kaufmanns Franz Josef Carl Heinrich Koch und seiner Ehefrau Helene Nottnagel. Von 1889 bis März 1892 studierte Walter Koch Rechtswissenschaft in Lausanne, Berlin und der Universität Leipzig. Von 1893 bis 1895 war Koch im Justizdienst bei Gerichten des Königreichs Sachsen beschäftigt. Von 1896 bis 1897 absolvierte er ein Referendariat bei der Polizeidirektion Leipzig. Von 1897 bis 1909 war Koch Stadtschreiber, Bankdirektor und Stadtrat in Dresden.
Im Jahre 1900 heiratete Koch in der Wiener Votivkirche die aus dem damals ungarischen Großwardein stammende Hedwig Louise Eleonora geborene Kostersitz von Marenhorst (1876–1935). Mit ihr hatte er zwei Kinder: Alfred Carl Manfred (1901–1972) und Elisabeth Helene Leopoldine Veronica (1906–1976; verheiratete von Schallenberg).
Von 1909 bis 1918 war er Rat im Sächsischen Ministerium des Innern. Dort wurde er 1916 zum Ministerialdirektor befördert und am 26. Oktober 1918 zum Minister ernannt. Er bekleidete das Amt bis zur Novemberrevolution, bis zum 14. November 1918.
Vom 25. Februar bis 6. Oktober 1919 war Walter Koch Mitglied der Sächsischen Volkskammer. 1919–1921 war er zunächst sächsischer Sonderbeauftragter in Prag und dann Gesandter der Regierung von Sachsen bei der Reichsregierung in Berlin.
Am 26. September 1921 wurde Koch zum Gesandten erster Klasse der Regierung des Deutschen Reichs bei der Regierung der tschechoslowakischen Republik in Prag ernannt. Koch vertrat die offizielle Politik der Reichsregierung gegenüber der Regierung von Tomáš Garrigue Masaryk, zu dem er ein persönlich gutes Verhältnis pflegte. Zu dieser gehörte die Ablehnung extremistischer sudetendeutscher Politiker, die vom Reich eine Unterstützung ihrer Irredenta-Pläne erhofften und die diskrete Hilfestellung von integrationsbereiten Sudetendeutschen. Mit der Übernahme der Kanzlerschaft durch Adolf Hitler änderte sich diese Politik diametral. Am 1. Oktober 1933 gründete Konrad Henlein in Eger die Sudetendeutsche Heimatfront (SHF), welche von der Regierung des Deutschen Reichs unterstützt wurde.
Am 1. September 1935 wurde Koch in den Ruhestand versetzt. Kochs zogen 1936 nach Wachwitz in die Villa Am Steinberg 11 und ab 1940 in die Nummer 1. Beide Häuser stehen heute unter Denkmalschutz. Sein Bruder, der Gründer der Firma Koch & Sterzel, sowie sein Neffe Franz wohnten in den Nummern 5 und 3; alle auf der linken, der Ostseite der Straße. Nach 1945 lebte Walter Koch in der Villa am Barfußweg 8, wo er 1947 auch verstarb.

## Zitat
„Angst ist die stärkste Antriebskraft dieser Nation.“